# 沉船 (小說)
《沉船》是一部科幻小説，由香港科幻小説作家倪匡所寫，系列編號第12。描述毛利人號船長摩亞，聲稱在百慕達三角遇上了鬼船，衛斯理和潛水員麥爾倫陪他乘上毛里人號一起探索鬼船的真相，卻意外觸及西班牙海軍大將維斯狄加度，以及狄加度家族三百年來的祕密，故事風格詭異，以心理恐怖見長。是系列中唯一以人魚為探索主題的故事，也是系列中第一次提到衛斯理發瘋的故事。

## 故事大綱

### 百慕達三角的鬼船
故事講述一個名叫摩亞的年輕船長，在一次出海途中，遇到三艘三百多年前的西班牙鬼船，在百慕達三角附近海域出現，導致摩亞的船隊全部沉沒，被海事法庭判定終身不能再航海的摩亞船長，便找上衛斯理求助，衛斯理答應他的請求後，上了他的船『毛里人號』，航向百慕達三角，摩亞並說明這三艘三百年前的鬼船，仍然很新，由船徽看來，是由一個叫狄加度的家族所擁有。

### 意外的發展
衛斯理、摩亞和麥爾倫〈很具經驗的潛水員〉一起出海。摩亞和麥爾倫兩人，在潛水途中，不知遇見何物，上岸後互使眼色，但選擇對衛斯理隱藏其內容，使得衛斯理相當氣憤。衛回到自己的住所後，竟然得知麥爾倫吞槍自殺，而摩亞竟然發了瘋，現在精神病院中。而摩亞的父親-彼得摩亞，得知他兒子發瘋前，是跟衛在一起，於是衛與摩亞的父親，到了瘋人院探望摩亞，自其口中，得知摩亞在海中似乎是看見了一些相當恐怖的景象。而導致他精神崩潰，為了找出原因。於是衛決定獨自一人駕駛水上飛機，隻身前往沉船地點。

### 海底怪人
經過一番潛水，衛終於找到了沉船，而在途中卻被一個在船艙裡穿著十七世紀古裝，揮動鎚子的男人所襲擊，這使得衛上岸後，足足昏迷了二十個小時之久，醒來後卻得知摩亞已死，死因是襲擊護士，被護士用重物敲擊頭部。而在摩亞死前，卻說著有人在敲擊他的頭部，讓衛相信摩亞一定也看見了在船艙裡揮動鎚子的男人，於是衛決定再次前往沉船地點一探究竟，他所搭乘的船卻在海上航行的濃霧中，被那三百年前的三艘鬼船襲擊，讓衛頓時精神崩潰，成了瘋子。

### 狂人日記
主角這時換成了白素，白素與她的哥哥白勇（白奇偉）決定用撞擊頭部的方式來治癒衛斯理的精神錯亂(即PTSD創傷後壓力失調症候群)，卻在運送過程出了意外，讓衛斯理的頭部敲擊到地面。劇烈的衝擊，讓衛斯理的的精神與腦部恢復原狀，神經狀態瞬間恢復正常，也認得出熟人和妻子了，這時候的白勇(白奇偉)決定召集一個探險團，打算前往事發處一探鬼船的蹤跡，卻發現傳說中的鬼船，早已消失的無影無蹤了，眾人在毫無辦法可想的情況下，只能淡忘此事。

### 百年家族的傳人
但在一個宴會之中，衛斯理遇到了狄加度家族的唯一傳人－雲林狄加度（在以下簡稱雲），他是因調查某件事來香港。原來當年西班牙海軍大將維司狄加度，受國王委託，花費巨額資材製作三艘大船，但最後被國家視為叛國者，所有歷史及存在紀錄都被抹消。為了對古堡的感情以及恢復家族的榮譽，雲林狄加度希望了解祖先的實際情況，邀衛斯理一起調查。

### 古堡中的密道
在雲林狄加度的邀請下，衛斯理與他一同進入了狄加度家族在西班牙的古堡，卻發現這座懸崖上的古堡中。有著一處地道。並與海邊的岩洞相連，兩人進入密道來到海底岩洞。並在其中發現了三個大鐵箱子，一個大箱子中裝著手術器具，而兩個小箱子裡裝了二具人魚的白骨，同時發現了祖先維司狄加度當年留下的一段文字。雲林狄加度看了內容但卻對衛隱藏，使得衛大為不滿，於是二人大打出手，打鬥中雲林狄加度卻受了重傷，衛只好出洞下山找醫生，在古堡的外圍村落，村民都拒絕為狄加度的子孫醫治，原來當年西班牙海軍大將維司狄加度，召集村中所有工匠，到古堡製作大船，事後為了保密，卻把所有工匠殺死，唯一生還的工匠逃到村子裡，說明情況後也死了，所以村民們對狄加度家族恨之入骨，但願意提供醫藥品，供衛斯理去救人。

### 人魚
衛斯理回來時，卻發現古堡全數坍塌，衛斯理只好從海底岩洞而潛水進入秘密洞窟，不過那已是一個月後的事了。衛斯理和兩個潛水員進入岩洞，卻發現雲林狄加度早已不見，只留下了一行文字：「他將我帶走了」。最後衛斯理只好判斷。是維司狄加度回來將子孫雲林狄加度帶走。衛斯理認為當年的維司狄加度還活著，或許是利用外科手術，將人魚的呼吸器官，移植到他自己子孫的身上，改造成合適海中生存的肉體。海底沈船中的活人，其實是三百年前，維司狄加度移植人魚的呼吸系統到自己體內，一直在海底活到三百年後的今天，而與他一同在三百年前失蹤的三艘船，被推猜是一艘有潛入水底功能的船也就是古代的潛水艇。

## 廣播劇
- 香港商業電台以粵語於1987年星期一至五，每日下午三時正首播《沉船》廣播劇，合共10集。為商台衛斯理廣播劇系列第廿四個故事。
  - 監製：金貴
  - 改編：李牧華
  - 配音
    - 朱子聰 飾演 衛斯理
    - 錢佩卿 飾演 白素
    - 陳永信 飾演 白勇（依照原著舊版為白素弟弟）
    - 陳森 　飾演 摩亞
    - 陳永信 飾演 麥爾倫
    - 金貴 　飾演 彼德·摩亞
    - 甄錦華 飾演 醫生
    - 楊廣培 飾演 雲林·狄加度
    - 吳忠泰 飾演 大副(第1集)/潛水人(第10集)
    - 李錦 　飾演 男護士(第5集)/探險隊員(第6集)
    - 葉佳 　飾演 男護士(第5集)/老徐（衛斯理朋友）(第6集)
- 大陸廣州電台於2004年起以粵語首播衛斯理廣播劇，由主播講出《沉船》故事。
  - 主播：向安神，少爺明

## 漫畫
- 新加坡漫畫家黃展鳴於1998年12月8日發表了衛斯理《沉船》漫畫
  - 出版社：台灣時報文化

| 前任者： 011 真空密室之謎 | 衛斯理系列（按編號） 012                              | 繼任者： 013 地心洪爐 |
| 前任者： 規律             | 衛斯理系列（按連載時序） 1972年6月24日至1972年9月21日 | 繼任者： 大廈         |